# Heritiera gigantea
Heritiera gigantea är en malvaväxtart som beskrevs av André Joseph Guillaume Henri Kostermans. Heritiera gigantea ingår i släktet Heritiera och familjen malvaväxter. Inga underarter finns listade i Catalogue of Life.